# (73637) Guneus
(73637) Guneus – planetoida z grupy trojańczyków okrążająca Słońce w ciągu 11,78 lat w średniej odległości 5,18 j.a. Została odkryta 19 września 1973 roku przez Cornelisa van Houtena i Ingrid van Houten-Groeneveld na płytach fotograficznych wykonanych przez Toma Gehrelsa w Obserwatorium Palomar. Nazwa planetoidy pochodzi od jednego z greckich wojowników, uczestników wojny trojańskiej. Przed jej nadaniem planetoida nosiła oznaczenie tymczasowe (73637) 1973 SX1.